# Rufrius Crispinus
Rufrius Crispinus († 66 n. Chr.) war ein während der frühen Kaiserzeit lebender römischer Ritter und von 47 bis 51 n. Chr. Prätorianerpräfekt. Er war der erste Gemahl von Poppaea Sabina, die später Kaiser Nero ehelichte.

## Leben
Über die Betätigung des Rufrius Crispinus vor dem Jahr 47 n. Chr. liegt keine Überlieferung vor. In dem genannten Jahr 47 wurde er von Kaiser Claudius zusammen mit Lucius Lusius Geta zum Prätorianerpräfekten befördert, wobei der Einfluss von Claudius’ Gattin Valeria Messalina bei seiner Erhebung in dieses hohe Amt mitgespielt haben dürfte. Damals war er wohl bereits mit der deutlich jüngeren Poppaea Sabina verheiratet, die sich jedenfalls mit ihm nach seinem politischen Sturz im Jahr 51 (s. u.) kaum mehr vermählt hätte.
Auf Befehl des Claudius reiste Crispinus 47 n. Chr. in seiner Eigenschaft als Prätorianerpräfekt nach Baiae, um den zweifachen Konsul Decimus Valerius Asiaticus, den Messalina zu beseitigen versuchte, festzunehmen und gefesselt nach Rom zu bringen. Asiaticus wurde unter anderem ein Verhältnis mit der gleichnamigen Mutter von Crispinus’ Gattin Poppaea Sabina vorgeworfen. Für die erfolgreiche Erledigung der Festnahme des Asiaticus erhielt Crispinus 15.000 Sesterzen Belohnung sowie die Abzeichen des Prätors.
Die Absetzung von Crispinus und Lusius Geta als Prätorianerpräfekten erfolgte 51 n. Chr. auf Betreiben von Claudius’ letzter Gemahlin Agrippina, da diese Angst hatte, dass die durch die Gunst Messalinas aufgestiegenen Männer bei einem Regierungswechsel gegen ihren Sohn Nero und für Messalinas Sohn Britannicus eintreten würden. An die Stelle des Crispinus und seines Amtskollegen trat Sextus Afranius Burrus. Am 13. Oktober 54 wurde Nero dann Claudius’ Nachfolger.
Im Jahr 58 löste Poppaea ihre Beziehung zu Crispinus und wurde zunächst die Gattin Othos, dann des Kaisers Nero.  Sie hatte mit Crispinus einen gleichnamigen Sohn, der bereits im Kindesalter starb; wahrscheinlich ließ Nero ihn töten.
65 n. Chr. wurde Crispinus verdächtigt, bei der gescheiterten Pisonischen Verschwörung gegen den als Tyrannen empfundenen Nero mitgemacht zu haben. In dieser Beschuldigung sieht der römische Geschichtsschreiber Tacitus nur einen geeigneten Vorwand des Kaisers, um Crispinus ins Exil nach Sardinien schicken zu können; in Wirklichkeit hätte Nero den ehemaligen Prätorianerpräfekten wegen dessen einstiger Ehe mit Poppaea gehasst und daher dessen Verbannung betrieben. Im nächsten Jahr, 66 n. Chr., erfuhr Crispinus von seiner Verurteilung zum Tod und verübte Selbstmord.